# Osmia taurus
Osmia taurus là một loài Hymenoptera trong họ Megachilidae. Loài này được Smith mô tả khoa học năm 1873.